# Centerfold (groep)
Centerfold was een Nederlandse meidengroep, die door de jaren heen verschillende formaties kende. De laatste bestond uit Melissa Theba, Samantha Klumper en Rachel Wijsman.

## 1984-1989
Met de release van hun eerste single Bad boy, maakten de drie dames een pikante fotosessie in de Playboy. De single Bad Boy werd geen hit, maar binnen korte tijd werd Centerfold een begrip door haar stoeipoesimago. Dit omdat de dames vaak in lingerie of minuscule kleding optraden. Diverse radio- en televisieoptredens in binnen- en buitenland waren het gevolg. De daaropvolgende single Pump it up, geschreven door Michael en Danny Sembello, was op donderdag 3 januari de eerste TROS Paradeplaat van 1985 op Hilversum 3. De plaat werd een bescheiden hit en bereikte slechts de Tip 30 van de Nationale Hitparade.
In de zomer van 1985 wisselde Centerfold van platenmaatschappij en bracht in juli dat jaar de single Rough uit. De tekst werd geschreven door Rowan Moore en de muziek door Richard du Bois en Peter van Asten. Ook deze single verscheen niet in de hitlijsten. In maart 1986 verscheen de single Dictator. Ook deze single was TROS Paradeplaat en wel op donderdag 27 maart 1986 op Radio 3. Deze plaat betekende de definitieve doorbraak van Centerfold op het platenfront. Ook de volgende singles, Up and coming en de cover van de oude Golden Earring-hit Radar love, werden hits.
In 1987 kwam Centerfolds eerste album uit, Man's ruin, dat de middelste regionen van de Album Top 100 bereikte. De single Intimate climate, die als promotie voor het album werd uitgebracht, werd een bescheiden hit.
Na tegenvallende verkoop was Centerfold genoodzaakt in 1988 van platenmaatschappij te verhuizen. Cecilia de la Rie besloot de groep te verlaten en werd uiteindelijk vervangen door Sandra Noach. De eerste single met Noach (Money) kwam niet verder dan de Tipparade. Lang hield de nieuwe bezetting het niet vol. In april van 1989 verscheen de laatste single van het trio, Play the game. Ook deze single kwam niet verder dan de Tipparade. Kort na het verschijnen van de single kwam Noach bij een verkeersongeluk om het leven en hield de groep op te bestaan.
Cecilia de la Rie ging verder met Ferdinand Bakker in de groep Red Cinder, die in 1992 één mini-cd uitbracht genaamd Red Cinder en een single, Hey you. Rowan Moore en Laura Fygi richtten The Backlot op en maakten één album genaamd The Backlot en twee singles: Tower of love en The goodbye. De nummers op de cd waren de nummers die bedoeld waren voor het Centerfold-album Whistling at the wolves, dat nooit uitkwam in verband met het overlijden van Sandra. De cd was al klaar, maar werd opnieuw ingezongen.

## 1998-2001
Wendy en Joyce  werden in 1998 gepresenteerd als het nieuwe Centerfold. Tijdens optredens bleek het trio Kelly, Naomi en Sabrina op het podium te staan. Dit hielden ze een paar jaar vol. In 2000 kwam zelfs een single uit en ook in 2001 kwam er een single uit opgenomen in Los Angeles, maar inmiddels had Kelly Centerfold alweer verlaten. Centerfold bestond vanaf dan uit Naomi en Sabrina. De single was een redelijk succes in meerdere landen en de groep toerde door vele landen. Dit trio stopt uiteindelijk door het overlijden van Sabrina.

## 2008-2010
Vijfentwintig jaar na de oprichting kwam Centerfold terug in een volledig gewijzigde bezetting, bestaande uit de half-Egyptische Melissa, de Hollandse Samantha en de Zuid-Amerikaanse Rachel. Het trio nam in Londen een album op met de producer van George Michael. Hun eerste single "Take Me" werd goed ontvangen en kwam in de top 10 van de Mega Top 50. Na een tijdje werd onverwacht hun officiële website uit de lucht gehaald en werd vervolgens niets meer van Centerfold vernomen.

## Discografie

### Albums
| Album met eventuele hitnotering(en) in de Nederlandse Album Top 100 | Datum van verschijnen | Datum van binnenkomst | Hoogste positie | Aantal weken | Opmerkingen                                                |
| ------------------------------------------------------------------- | --------------------- | --------------------- | --------------- | ------------ | ---------------------------------------------------------- |
| Man's ruin                                                          | 1987                  | 11-04-1987            | 67              | 2            |                                                            |
| Whistling at the wolves                                             | 1989                  | -                     |                 |              | Nooit uitgebracht in verband met het overlijden van Noach. |
| N/B                                                                 | 2009                  | -                     |                 |              |                                                            |

### Singles
| Single met eventuele hitnotering(en) in de Nederlandse Top 40 | Datum van verschijnen | Datum van binnenkomst | Hoogste positie | Aantal weken | Opmerkingen                                                |
| ------------------------------------------------------------- | --------------------- | --------------------- | --------------- | ------------ | ---------------------------------------------------------- |
| Bad boy                                                       | 1984                  | -                     |                 |              | Nr. 41 in de Nationale Hitparade                           |
| Pump it up                                                    | 1984                  | -                     |                 |              | TROS Paradeplaat Hilversum 3                               |
| Rough                                                         | 1985                  | -                     |                 |              |                                                            |
| Dictator                                                      | 1986                  | 26-04-1986            | 6               | 10           | Nr. 6 in de Nationale Hitparade / TROS Paradeplaat Radio 3 |
| Up and coming                                                 | 1986                  | 01-11-1986            | 29              | 4            | Nr. 28 in de Nationale Hitparade                           |
| Radar love                                                    | 1986                  | 13-12-1986            | 15              | 7            | Nr. 14 in de Nationale Hitparade                           |
| Bitch when I see red                                          | 1987                  | -                     |                 |              |                                                            |
| Intimate climate                                              | 1987                  | 25-04-1987            | 36              | 3            | Nr. 36 in de Nationale Hitparade Top 100                   |
| Money makes the World (go round)                              | 1988                  |                       | tip16           | -            | Nr. 50 in de Nationale Hitparade Top 100                   |
| Play The Game                                                 | 1989                  |                       | tip3            | -            | Nr. 35 in de Nationale Top 100                             |
| Thinkin' twice                                                | 2000                  | -                     |                 |              |                                                            |
| Summerdays of '51                                             | 2001                  | -                     |                 |              | Nr. 47 in de Mega Top 100                                  |
| Take me                                                       | 2009                  |                       | tip8            | -            | Nr. 9 in de Mega Top 50                                    |